# Хинтинг

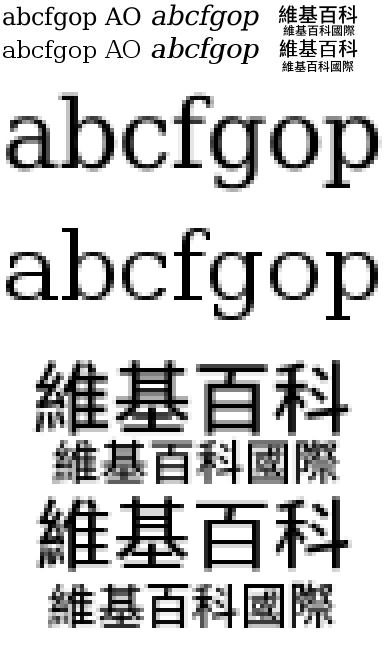
Первая строка без хинтинга, вторая - с ним. Снизу - то же самое в масштабе 400 %.

Хинтинг (хинтование) (англ. hinting, от hint «намёк, совет») — сглаживание контура шрифта при его растеризации при помощи специальных программных инструкций, заложенных в шрифтовой файл. Используется для обеспечения более чёткого отображения букв на устройствах с низким разрешением экрана или при отображении текста в мелком кегле.
Хинты представляют собой пары направляющих, дополнительно определяющие положения и толщины основных штрихов (элементов) символа. Они реализуются в виде набора пар вертикальных и горизонтальных линий, которые фиксируют все штрихи (и подобные элементы) символов.
При растеризации первым делом происходит расчёт толщины и положения хинтов, а затем уже на эти рассчитанные величины накладывается контур. Размер и положение данного хинта остаются неизменными от символа к символу. Таким образом даже в рамках достаточно низкого разрешения и при малом количестве отображаемых оттенков удаётся сохранить постоянную толщину основных штрихов, соблюсти одинаковую высоту знаков, а также избежать «склеивания» отдельных штрихов. Однако применение хинтинга приводит к искажениям пропорций символа, и в особенности толщины штриха в связи с необходимостью подогнать их к целому количеству пикселей.